# سوزوکی شیگه‌نوری
سوزوکی شیگه‌نوری (به ژاپنی: 鈴木 重則 すずき しげのり)؛ (تولد ۱۵۴۷ – مرگ ۱۵۸۹) یک سامورایی، ملازم (قرون وسطی) خاندان سانادا در دوره سنگوکو و دوره آزوچی-مومویاما اهل ژاپن بود.
در سال ۱۵۸۹، یک اختلاف ارضی در نوماتا، گونما بین خاندان سانادا و خاندان هوجوی اخیر به وجود آمد، که توسط داوری تویوتومی هیده‌یوشی حل و فصل شد. در ژوئیه سال ۱۵۸۹ میلادی، تسودا موری‌تسوگی و تومیتا ایپاکو ملازمان هیده‌یوشی و ملازم توکوگاوا ایه‌یاسو، ساکاکی‌بارا یاسوماسا به منطقه نوماتا فرستاده شدند و قلعه نوماتا به خاندان هوجو تحویل دادند و همچنین محافظت از قلعه ناگورومی در ولایت کوزوکه به سوزوکی شیگه‌نوری سپرده شد.
با این حال، اینوماتا کونینوری، ملازم خاندان هوجو، که مخالف این داوری بود یک توطئه را برای بازپس گرفتن ،قلعه ناگورومی طرح‌ریزی کرد و توانست قلعه را از وی برباید. شیگه‌نوری در اثر شرمساری از دست دادن قلعه در همان سال در معبد شوگاکو در نوماتا، گونما واقع در استان گونمای کنونی خودکشی کرد. به‌علاوه، نشستن هنگام هاراکیری امری طبیعی بود، اما شیگه‌نوری هاراکیری را به روش ایستاده که نشاندهنده وفاداری یک سامورایی بود انجام داد.
با استفاده از این حادثه تویوتومی هیده‌یوشی حمله به خاندان هوجو و محاصرهٔ اوداوارا (۱۵۹۰) را آغاز کرد.